# Калитко, Никифор
Калитко Никифор — хорунжий второго Волгского полка Терского казачьего войска в 1914—1917 годах, особо отличившийся в Брусиловском прорыве. Полный Георгиевский кавалер.

## Биография
Родился в станице Урухской Ставропольского края в 188? году. Первый атаман станицы. Приказом по третьему конному корпусу от 6 сентября 1916 года № 166 награждён Георгиевским крестом 1-й степени: «За отличия в боях с австрийцами с 22 мая по 9 июня 1916 года».

## Память
В родной станице установлен памятник герою.